# Gare de Vimy
La gare de Vimy est une gare ferroviaire française de la ligne d'Arras à Dunkerque-Locale, située sur le territoire de la commune de Vimy, dans le département du Pas-de-Calais, en région Hauts-de-France. 
C'est une halte voyageurs de la Société nationale des chemins de fer français (SNCF), desservie par des trains TER Hauts-de-France.

## Situation ferroviaire
Établie à 66 mètres d'altitude, la gare de Vimy est située au point kilométrique (PK) 204,722 de la ligne d'Arras à Dunkerque-Locale, entre les gares ouvertes de Farbus et d'Avion.

## Histoire
Une pétition des habitants de Vimy demandait la construction d'une halte à hauteur du chemin de Méricourt. Lors de sa séance du 27 avril 1881, le conseil général du Pas-de-Calais adopte la proposition à l'unanimité.

## Service des voyageurs

### Accueil
Halte SNCF, c'est un point d'arrêt non géré (PANG) à accès libre.

### Desserte
Vimy est desservie par des trains TER Hauts-de-France qui effectuent des missions entre la gare d'Arras et celle de Calais Ville (ligne P54 en semaine) ou de Béthune (ligne K52 le samedi à 6 h 39 et 21 h 17 et le dimanche à 21 h 17) ou d'Hazebrouck (ligne P52, P54 en semaine et K52 le week-end).

### Intermodalité
Le stationnement des véhicules est possible à proximité de l'ancien bâtiment voyageurs.